# Trdnjava Ravat
Trdnjava Ravat (urdujsko قلعہ روات‎) je trdnjava iz zgodnjega 15. stoletja na planoti Potohar v Pakistanu, blizu mesta Ravalpindi v provinci Pandžab.

## Lokacija
Stoji 17 km vzhodno od Ravalpindija ob Veliki magistralni cesti. S strehe mošeje v trdnjavi je mogoče videti stupo Mankiala iz 2. stoletja. Trdnjava je približno 80 km od velike trdnjave Rohtas, ki jo je zgradil Šer Šah Suri, da bi vzpostavil nadzor nad regijo Potohar.

## Etimologija
Trdnjava Ravat izhaja iz arabske besede rabat (arabsko رباط), kar pomeni karavanseraj – gostišče za karavane.

## Zgodovina
Trdnjavo naj bi v 15. stoletju ustanovil Delhijski sultanat kot karavanseraj. Potohar je bil v tem obdobju pod nadzorom Malika Džasrata in je bil verjetno njegov prvotni graditelj. Znano je, da je Džasrat zgradil vrsto drugih utrdb v regiji. Sam karavanseraj je bil morda zgrajen na vrhu trdnjave iz obdobja Gaznavidov, ki je bila ustanovljena leta 1036 n. št. Prišla je pod nadzor karavanseraja, in jo je pozneje v 16. stoletju utrdil mogulski cesar Humajun, da bi obranil planoto Potohar pred silami Šer Šah Surija. Trdnjava je bila leta 1546 prizorišče bitke med Humajunom in Šer Šah Surijem.

## Opis
Trdnjava je skoraj kvadratne oblike in ima dvoje vrat. V notranjosti je tudi štirikotna stavba s kupolo, kjer so tudi številni grobovi. Vzdolž oboda je več majhnih celic, ki so bile morda prvotno majhne sobe, oddane v najem potujočim trgovcem. Trdnjava vsebuje tudi mošejo s tremi kupolami.

## Ohranjanje
Trdnjava je zavarovana kot kulturna dediščina Pandžaba in jo upravlja Ministrstvo za informiranje, radiodifuzijo in nacionalno dediščino. Novembra 2016 je bil naročen konservatorski načrt za ohranitev trdnjave. Marca 2017 je bilo za prvo od dveh faz ohranjanja trdnjave Ravat dodeljenih 50 milijonov rupij.

## Galerija
- Vzhodna vrata
- Grobnica Sarang Kana - poglavarja Gakharja, ki se je boril proti Šer Šahu Suriju
- Pogled na trdnjavsko mošejo
- Deli trdnjave so v slabem stanju